# Drifting (film 1923)
Drifting è un film muto del 1923 diretto da Tod Browning. Di genere drammatico, fu prodotto e distribuito dalla Universal Pictures.

## Trama
In Cina Cassie Cook, una ragazza americana, è coinvolta in una storia di contrabbando d'oppio. Il capitano Jarvis, sotto la copertura di ingegnere minerario, è in realtà, un agente segreto che ha messo sotto sorveglianza la ragazza. Lei e il suo complice Jules Repin progettano di far fuori Jarvis. Ma Cassie si innamora dell'agente e, pentita della sua vita sregolata, si redime.

## Produzione
Il film fu prodotto dall'Universal Pictures (Jewel).

## Distribuzione
Distribuito negli Stati Uniti dall'Universal Pictures e presentato da Carl Laemmle, il film uscì nelle sale cinematografiche il 26 agosto 1923 dopo una prima a New York tenuta il 19 agosto.

### Conservazione
Copie della pellicola sono conservate al Národní Filmovy Archiv film archive, al Magyar Filmtudomanyi Intezet es Filmarchivum film archive e al Gosfilmofond film archive.